# محمد نصير
محمد نصير (2 سبتمبر 1937 - 23 مايو 2009) رجل أعمال مصري كان رئيس مجلس إدارة شركة فودافون مصر ورئيس مجموعة «ألكان» القابضة ورئيس جمعية رجال الأعمال المصرية البريطانية.

## النشأة
ولد محمد نصير في مدينة القاهرة يوم 2 سبتمبر 1937، وفي عام 1954 أتم نصير تعليمه الثانوى بمدرسة "النقراشى" النموذجية، ثم التحق بكلية الهندسة قسم الاتصالات بجامعة القاهرة وتخرج عام 1960.
بدأ نصير حياته العملية كمهندس للصيانة في شركة (آي بي إم)، ثم مهندساً لنظم المعلومات، وبعدها مهندساً للمبيعات، وفي عام 1964 كانت بداية العمل الحر حيث قدم أستقالته في شركة (آي بي إم) وسافر إلى إنجلترا ليبدا عمله الخاص حيث قام ببيع برامج الكمبيوتر ولكنه غير نشاطه بعد ذلك وعمل في مجال توريد معدات ومواد البناء للشرق الأوسط

## الاعتقال
في عام 1967 قرر نصير القيام بزيارة إلى مصر ولكن تم اعتقاله وسحب جواز سفره وتم منعه من السفر لمصاهرته عبد اللطيف البغدادي عضو مجلس قيادة ثورة يوليو، وتسبب في هذا بعض المحيطين بالرئيس جمال عبد الناصر خوفا من اقتراب البغدادي منه بصورة أو بأخرى. وتم توجيه تهمة ملفقة له وهي الاتصال بأعداء النظام وتدبير مؤامرة للإطاحة بالرئيس جمال عبد الناصر.
وبعد فترة محدودة تم الأفراج عنه ولكن تم منعه من السفر نهائيا، وتعرض بعد ذلك نصير لضائقة مالية وباع الموبيليا التي كانت في بيته وعمل في محل «الحاج عبد الرؤوف» بباب اللوق لتصليح التليفزيونات وكان ذلك سنة 1969 وكان فخورا جدا بهذه الفترة، ودائما ما كان يحكي عنها، وكان الدرس منها أن للناس كلها وجها شريرا وآخر طيبا، والذكاء هو التعامل مع الجزء الطيب في كل إنسان تقابله في حياتك، أما الدرس الثاني فكان «التنوع» في مجالات الاستثمار خوفا من التأميم الذي حدث في الستينيات.
وفى الفترة من 1967 إلى 1972 استدعاه الكاتب الصحفي محمد حسنين هيكل الذي كان يرأس مؤسسة الأهرام في هذا الوقت ووكل إليه إنشاء وحدة الحاسبات الإلكترونية لمؤسسة الأهرام «أماك».

## الأنطلاق
وظل نصير في الأهرام حتي سمحوا له بالسفر مرة أخرى في عام 1972 حيث سافر إلى اليونان وعمل في مجال البترول، ولكن عاد مره أخرى إلى مصر عام 1974 كمستثمر في ظل الانفتاح الاقتصادي وأنشأ شركتي ألكان والجيزة للأنظمة وقام بعد ذلك بتأسيس وشراء العديد من الشركات والحصول على توكيلات سيارات مثل توكيل سيارات رينو الفرنسية وسيارات «كيا» وتوكيل سيارات ألفا روميو 
في عام 1998 حصلت شركة كليك جى إس إم التي أنشاهأ على ثاني رخصة لتشغيل الهاتف المحمول في مصر ولكنه استقال بعد ذلك في عام 2007 من منصبه كرئيس مجلس إدارة غير تنفيذى للشركة بعد رفع شركة فودافون البريطانية لحصتها في الشركة وتغيير اسمها إلى فودافون مصر.

## الوفاة
توفي نصير يوم 22 مايو 2009 بمدينة فرانكفورت بألمانيا بعد صراع طويل مع مرض السرطان عن عمر يناهز 72 عاما